# Tribunal de Distrito (Alemania)

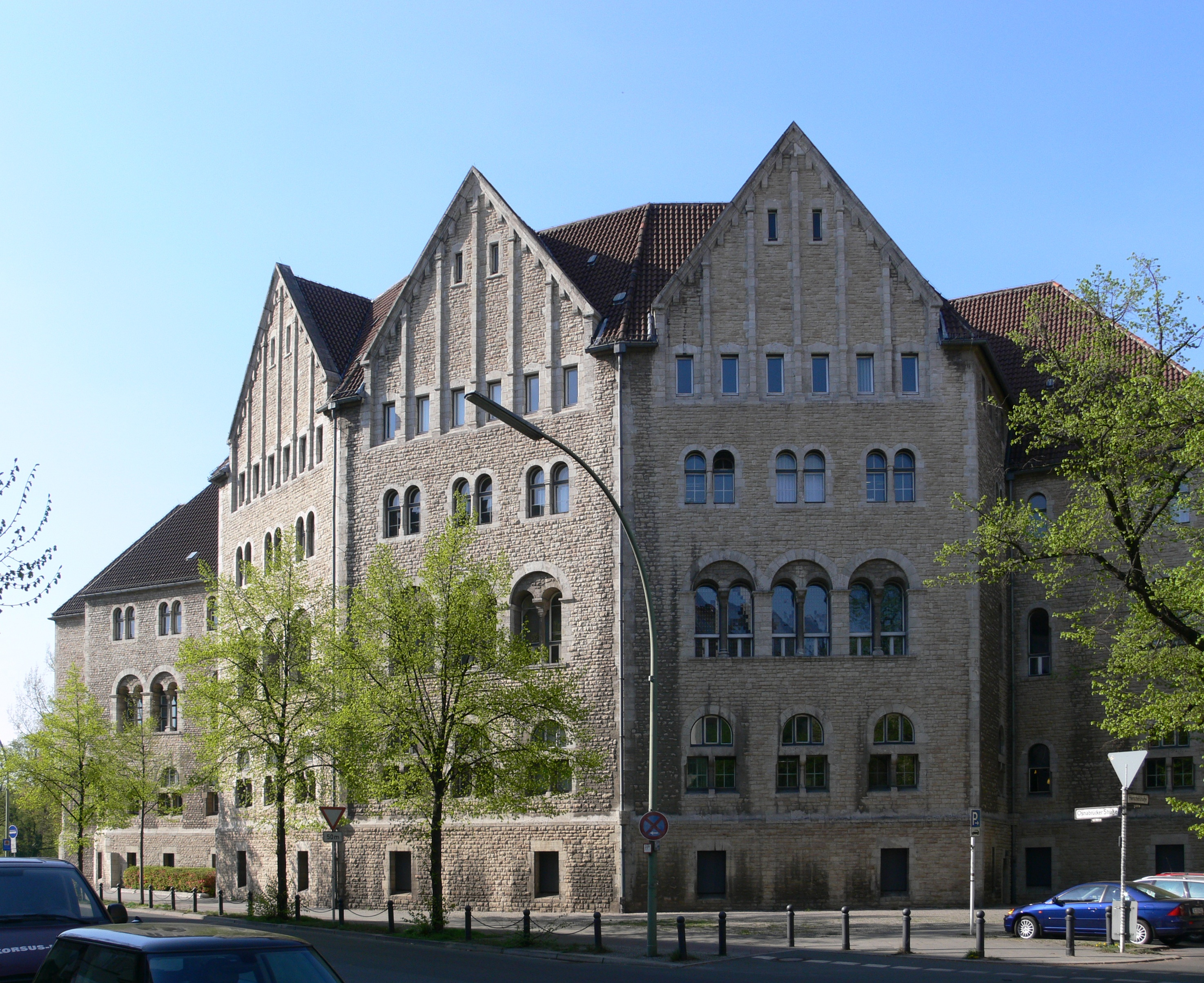
El Tribunal de Distrito de Berlín es el más grande de Alemania

El Tribunal de Distrito (en alemán, Landgericht; abreviado, LG) es la instancia judicial que se encuentra por encima de los Juzgados de Primera Instancia (Amtsgericht) pero por debajo del Tribunal Superior de Justicia (Oberlandesgericht) en la jurisdicción ordinaria de Alemania. A cada Tribunal de Distrito están adscritos varios Juzgados de Primera Instancia.

## Composición
Los tribunales de distrito cuentan con:
- un presidente del Tribunal Superior de Justicia,
- un presidente de cada Sala,
- otros jueces.

Los jueces de este tribunal pueden simultáneamente ocupar el cargo de juez en el Juzgado de Primera Instancia. 
En materia civil, existen tribunales civiles y mercantiles. En materia penal, tribunales penales pequeños y grandes. Además,  están los tribunales de vigilancia penal.

## Tribunales de Distrito en Alemania
A la jurisdicción de un Tribunal Superior de Justicia pertenecen varios Tribunales de Distrito, excepto los Estados de Berlín, Sarre, Bremen y Hamburgo, con un único Tribunal de Distrito adscrito a su Tribunal Superior. En 2005, en Alemania había 115 Tribunales de Distrito, adscritos a 24 Tribunales Superiores de Justicia.
| Tribunal Superior de Justicia | Estado                            | Tribunales de Distrito | Juzgados de 1ª Instancia | Población |
| ----------------------------- | --------------------------------- | --- | ------------------------ | --------- |
| OLG Hamm                      | Renania del Norte-Westfalia       | LG Arnsberg, LG Bielefeld, LG Bochum, LG Detmold, LG Dortmund, LG Essen, LG Hagen, LG Münster, LG Paderborn, LG Siegen                  | 77                       | 9.038.000 |
| OLG München                   | Baviera                           | LG Augsburg, LG Deggendorf, LG Ingolstadt, LG Kempten, LG Landshut, LG Memmingen, LG München I, LG München II, LG Passau, LG Traunstein | 27                       | 6.968.000 |
| OLG Stuttgart                 | Baden-Wurtemberg                  | LG Ellwangen, LG Hechingen, LG Heilbronn, LG Ravensburg, LG Rottweil, LG Stuttgart, LG Tübingen, LG Ulm                                 | 56                       | 6.198.000 |
| OLG Frankfurt am Main         | Hesse                             | LG Darmstadt, LG Frankfurt am Main, LG Fulda, LG Gießen, LG Hanau, LG Kassel, LG Limburg, LG Marburg, LG Wiesbaden                      | 41                       | 6.092.000 |
| OLG Düsseldorf                | Renania del Norte-Westfalia       | LG Duisburg, LG Düsseldorf, LG Kleve, LG Krefeld, LG Mönchengladbach, LG Wuppertal                                                      | 29                       | 4.755.000 |
| OLG Karlsruhe                 | Baden-Wurtemberg                  | LG Baden-Baden, LG Freiburg, LG Heidelberg, LG Karlsruhe, LG Konstanz, LG Mannheim, LG Mosbach, LG Offenburg, LG Waldshut-Tiengen       | 52                       | 4.538.000 |
| OLG Dresden                   | Sajonia                           | LG Chemnitz, LG Dresden, LG Görlitz, LG Leipzig, LG Zwickau                                                                             | 25                       | 4.274.000 |
| OLG Köln                      | Renania del Norte-Westfalia       | LG Aachen, LG Bonn, LG Köln | 23                       | 4.265.000 |
| OLG Celle                     | Baja Sajonia                      | LG Bückeburg, LG Hannover, LG Hildesheim, LG Lüneburg, LG Stade, LG Verden                                                              | 41                       | 4.126.000 |
| Kammergericht                 | Berlín                            | LG Berlin | 11                       | 3.395.000 |
| OLG Nürnberg                  | Baviera                           | LG Amberg, LG Regensburg, LG Weiden in der Oberpfalz, LG Ansbach, LG Nürnberg-Fürth                                                     | 28                       | 3.057.000 |
| Schleswig-Holsteinisches OLG  | Schleswig-Holstein                | LG Flensburg, LG Itzehoe, LG Kiel, LG Lübeck                                                                                            | 22                       | 2.833.000 |
| OLG Koblenz                   | Renania-Palatinado                | LG Bad Kreuznach, LG Koblenz, LG Mainz, LG Trier                                                                                        | 31                       | 2.638.000 |
| Brandenburgisches OLG         | Brandeburgo                       | LG Cottbus, LG Frankfurt (Oder), LG Neuruppin, LG Potsdam                                                                               | 24                       | 2.559.000 |
| OLG Oldenburg                 | Baja Sajonia                      | LG Aurich, LG Oldenburg, LG Osnabrück                                                                                                   | 23                       | 2.475.000 |
| OLG Naumburg                  | Sajonia-Anhalt                    | LG Dessau-Roßlau, LG Halle, LG Magdeburg, LG Stendal                                                                                    | 25                       | 2.470.000 |
| OLG Bamberg                   | Baviera                           | LG Aschaffenburg, LG Bamberg, LG Bayreuth, LG Coburg, LG Hof, LG Schweinfurt, LG Würzburg                                               | 18                       | 2.443.000 |
| Thüringer OLG                 | Turingia                          | LG Erfurt, LG Gera, LG Meiningen, LG Mühlhausen                                                                                         | 23                       | 2.335.000 |
| Hanseatisches OLG             | Hamburgo                          | LG Hamburg | 8                        | 1.744.000 |
| OLG Rostock                   | Mecklemburgo-Pomerania Occidental | LG Neubrandenburg, LG Rostock, LG Schwerin, LG Stralsund                                                                                | 10                       | 1.707.000 |
| Pfälzisches OLG Zweibrücken   | Renania-Palatinado                | LG Frankenthal (Pfalz), LG Kaiserslautern, LG Landau in der Pfalz, LG Zweibrücken                                                       | 15                       | 1.421.000 |
| OLG Braunschweig              | Baja Sajonia                      | LG Braunschweig, LG Göttingen | 16                       | 1.392.000 |
| Saarländisches OLG            | Sarre                             | LG Saarbrücken | 10                       | 1.050.000 |
| Hanseatisches OLG Bremen      | Bremen                            | LG Bremen | 3                        | 663.000   |

## Competencias

### Primera Instancia
En materia penal, el Tribunal de Distrito es el órgano competente, a menos que el Juzgado de Primera Instancia o el Tribunal Superior de Justicia lo sean. Así, a partir de una posible condena a más de cuatro años de privación de libertad, es competente en todos los procedimientos. Para delitos de asesinato, homicidio y otros actos con resultado de muerte, se lleva a cabo el juicio con jurado. En materia civil, el Tribunal de Distrito es competente en todos los procedimientos de una cuantía de más de 5.000 euros; además, independientemente de la cantidad, es responsable de todas los procesos relacionados con reclamaciones de responsabilidad del Estado y por daños debidos a información incorrecta del mercado de capitales. 

### Segunda Instancia
En el proceso penal, el Tribunal de Distrito es un tribunal de segunda instancia para los recursos de apelación y casación contra las sentencias del Juzgado de Primera Instancia. En el proceso civil, el Tribunal de Distrito es un tribunal de segunda instancia de los recursos de apelación y casación contra las resoluciones de los Juzgados de Primera Instancia, siempre y cuando no lo sea el Tribunal Superior de Justicia del Estado federado.